# BAKA
B.A.K.A. – dawny konwent fanów mangi i anime, odbywający się we Wrocławiu. Pierwsza edycja odbyła się w roku 2001, skupiając prawie 300 miłośników kultury Japonii. 

## Nazwa
Nazwa jest swego rodzaju grą słów. Słowo baka po japońsku oznacza „głupka” i jest dość często spotykane w szczególności w mangach typu shōnen. Jednocześnie akronim oznaczał Bardzo Atrakcyjny Konwent Anime, jednak pełna nazwa w zasadzie nie była używana.

## Organizacja
B.A.K.A. pierwotnie była organizowana w całości przez Stowarzyszenie S.W.A.T., ale od edycji Y2K6 organizację wspierała Grupa 071 oraz nieformalna organizacja BAKA Team (wcześniej: Konwentowa Grupa Wsparcia), która zbierała różnych ludzi, którym zależało na organizacji konwentu B.A.K.A. Od roku 2011 współorganizatorem konwentu stała się również grupa Multiworld.

## Edycje
- BAKA Y2K1 – 29-30.09.2001[1]
- BAKA Y2K2 – 16-17.11.2002[2]
- BAKA Y2K3 – 08-09.11.2003[3]
- BAKA Y2K4 – 12-13.11.2004[4]
- BAKA Y2K6 – 04-05.11.2006[5]
- BAKA Y2K7 – 06-07.10.2007[6]
- BAKA Y2K8 – 04-05.10.2008[7]
- BAKA Y2K9 – 10-11.10.2009 – konwent odwołano
- BAKA Y2K10 – nie odbyła się
- BAKA Y2K11 – 24-25.09.2011[8][9]
- BAKA Y2K12 – 10-11.11.2012[10]
- BAKA Y2K13 – 09-10.11.2013[11]
- BAKA Y2K14 – nie odbyła się[12]
- BAKA Y2K15[13] – nie odbyła się